# Eisenbahnunfall von Lewisham (1957)

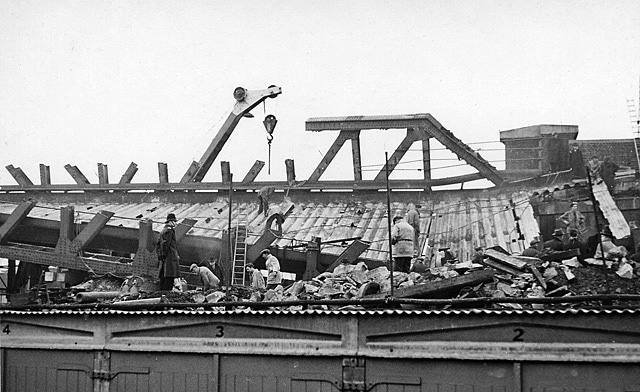
Die eingestürzte Brücke

Der Eisenbahnunfall von Lewisham war ein Auffahrunfall beim Bahnhof Lewisham im gleichnamigen Londoner Stadtteil, bei dem am 4. Dezember 1957 auch eine Brücke zerstört wurde, die auf den Zug stürzte. 90 Tote und 173 Verletzte waren die Folge.

## Ausgangslage
Es herrschte an diesem Abend im Raum London dichter Nebel mit Sichtweiten von stellenweise nur 20 Metern, der auch zu Zugverspätungen führte. Die Zugsicherung auf der Strecke arbeitete mit zwei Vorsignalen vor jedem Hauptsignal, war aber nicht mit Zugbeeinflussung ausgerüstet, die eine Zwangsbremsung bei Überfahren eines „Halt“ gebietenden Signals auslösen konnte oder auch nur ein Alarmsignal am Vorsignal bei Ankündigung einer Geschwindigkeitsverminderung bzw. Haltsignals auslöste.
Der erste Zug, ein zehnteiliger Elektrotriebwagen, der etwa 1.500 Reisende beförderte, war nach Hayes in Kent auf der South Eastern Main Line unterwegs und sollte in Parks Bridge Junction auf eine Verbindungskurve zur Strecke nach Hayes abzweigen. Der dortige Stellwerksmitarbeiter war aufgrund der durch den Nebel verursachten Verspätungen und Änderungen in der Reihenfolge der Züge nicht sicher, um welchen Zug es sich handelte, als er sich näherte. Er stellte deshalb das Signal auf „Halt“, um mit dem Lokomotivführer über das am Signal befindliche Telefon zu sprechen und sich der Identität des Zuges zu versichern. Der Zug kam vor dem „Halt“ zeigenden Signal kurz hinter einer Brücke zu stehen. Auf dieser Brücke verlief die Bahnstrecke Nunhead–Lewisham, welche die erste Strecke hier kreuzungsfrei überquerte.
Ein Schnellzug, der aus der Dampflokomotive No. 34066 Spitfire der Battle of Britain Class und 11 Wagen bestand, fuhr im Blockabstand hinter dem Elektrotriebwagen her und war nach Ramsgate unterwegs. In ihm befanden sich etwa 700 Reisende. Der Zug war mit etwa 30 mph (50 km/h) unterwegs.

## Unfallhergang
Der zweite Zug missachtete zwei Vorsignale, die ein Halt gebietendes Hauptsignal ankündigten: Die Geschwindigkeit wurde nicht verringert. Erst als der Heizer ein „Halt“ zeigendes Hauptsignal wahrnahm, rief er dem Lokomotivführer zu, zu bremsen. Es gelang aber nicht mehr, den Zug vor dem Signal anzuhalten. Er fuhr gegen 18:20 Uhr auf den vor ihm stehenden, ersten Zug mit etwa 40 km/h auf. Der letzte Wagen des stehenden Zuges wurde durch die Dampflokomotive zertrümmert, der davor stehende Wagen angehoben. Er fiel auf den wiederum vor ihm stehenden Wagen. Durch den Aufprall wurden der Schlepptender und der erste Personenwagen des Schnellzuges gegen eine Stütze der Brücke der Eisenbahnüberführung geschleudert, schlugen diese weg und brachten sie zum Einsturz. Die Brücke zerquetschte zwei Wagen des darunter zum Stehen gekommenen Zugteils des Schnellzuges, folgende Wagen des Zuges fuhren in die Trümmer.
Zwei Minuten später konnte ein Triebwagen, der von Holborn Viaduct kam und über die eingestürzte Brücke hätte fahren sollen, gerade noch rechtzeitig bremsen und zum Stehen kommen, bevor er in die Trümmer stürzte. Der führende Wagen hing allerdings schon über der Fehlstelle.

## Folgen
90 Tote und 173 Verletzte, von denen 109 stationär behandelt werden mussten, waren die Folge. Eine Gedenktafel am Bahnhof Lewisham erinnert heute an den Unfall und die Opfer.
Alle vier Gleise, die unter der eingestürzten Brücke durchführten, die Strecke, die über die Brücke führte, und eine weitere, die unmittelbar nördlich der Brücke abzweigte, waren unterbrochen. Die Strecken unter der Brücke konnten erst am 12. Dezember wieder in Betrieb gehen, die Strecke darüber einen Tag später, nachdem eine Behelfsbrücke aus Bauteilen errichtet worden war, die das Militär bereitstellte. Die Struktur erwies sich als so stabil, dass sie noch heute in Betrieb ist.
Die Jury des Coroners kam zu dem Urteil, es habe grobe Fahrlässigkeit vorgelegen. Der Coroner selbst kam aber zu dem Urteil, dass Verschulden nicht vorgelegen habe. Der Lokomotivführer des zweiten Zuges wurde wegen Totschlags angeklagt, aber in zwei Verfahren freigesprochen, da die Jury zu keinem übereinstimmenden Urteil kam.
Die Untersuchung des Verkehrsministeriums wies nach, dass kein technisches Versagen der Signale vorgelegen hatte. Es kam zu dem Schluss, dass ein Automatic Warning System den Unfall verhindert hätte. Dass dies zu installieren erforderlich war, um das Überfahren „Halt“ zeigender Signale zu verhindern, war schon nach dem Eisenbahnunfall im Bahnhof von Harrow and Wealdstone 1952 festgestellt worden. Bei der Umsetzung dieser Erkenntnis waren jedoch Prioritäten gesetzt worden, die die Strecke in Lewisham bis dahin nicht berücksichtigt hatten.